# Zamaane Ko Dikhana Hai
Zamaane Ko Dikhana Hai (Hindi ज़माने को दिखाना है) ist ein Bollywoodfilm von Nasir Hussain mit Rishi Kapoor und Padmini Kolhapure in den Hauptrollen. An den Kassen floppte der Film, der am 30. Dezember 1981 Premiere feierte.

## Handlung
Der reiche Industrielle Nanda schmeißt seinen ältesten Sohn Ramesh aus dem Haus, als dieser mit seiner armen Frau Seema um Segen für ihre Ehe bittet.
Jahre später bereut Nanda zutiefst jene Entscheidung und sein jüngerer Sohn Ravi macht sich daraufhin auf die Suche nach seinem Bruder Ramesh. Allerdings erweist sich dies schwieriger als erwartet, denn Ravis Onkel Shekhar hat es auf das Geld seines Halbbruders Nanda abgesehen.
Bald findet Ravi heraus, dass sein Bruder und seine Schwägerin nicht mehr am Leben sind. Ihr gemeinsamer Sohn Pappu wächst nun bei Seemas Schwester Kanchan auf. Tatsächlich trifft er unterwegs auf Kanchan, unwissend, dass es Rameshs Schwägerin ist. Während seiner Reise verlieben sich die beiden ineinander. Doch eines Tages entdeckt Kanchan ein Familienfoto von Ravi und sieht keine Hoffnung für ihre Liebe.
Mittlerweile arrangiert Shekhar, dass seine Geliebte sich als Kanchan ausgibt, um an das Erbe heranzukommen. Der Plan geht nach hinten los, als Ravi mit der echten Kanchan auftaucht. Nach einigen weiteren Turbulenzen wird Shekhar von seinem sitzengelassenen Sohn Robin erschossen und dem neuen Familienglück steht nun nichts mehr im Wege.

## Musik
| Songtitel               | Sänger/in                                   |
| ----------------------- | ------------------------------------------- |
| Tu Hai Shikhar          | R. D. Burman                                |
| Hoga Tumse Pyara Kaun   | Shailendra Singh                            |
| Puchho Na Yaar Kya Hua  | Asha Bhosle, Mohammed Rafi                  |
| Bolo Bolo Kuchh To Bolo | Asha Bhosle, Mohammed Rafi                  |
| Zamaane Ko Dikhana Hai  | Asha Bhosle, Shailendra Singh, Rishi Kapoor |
| Main Hoon Woh Albela    | Mohammed Rafi                               |
| Joy For Living          | Mohammed Rafi                               |

## Dies und Das
- Dies ist Padmini Kolhapure erste Hauptrolle, nachdem sie bereits als Kinder- und Nebendarstellerin Erfolg hatte.
- Einige bekannte Schauspieler haben einen kleinen Gastauftritt wie Randhir Kapoor, Vijay Arora, Arti Gupta, Tariq, Asrani und Rajendra Nath.
- Randhir Kapoor, der den älteren Bruder Ramesh spielt, ist auch im wirklichen Leben Rishi Kapoors Bruder.